# Everglades (gebied)

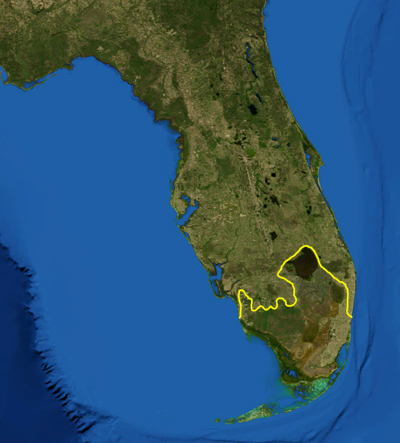
Satellietfoto van de Everglades

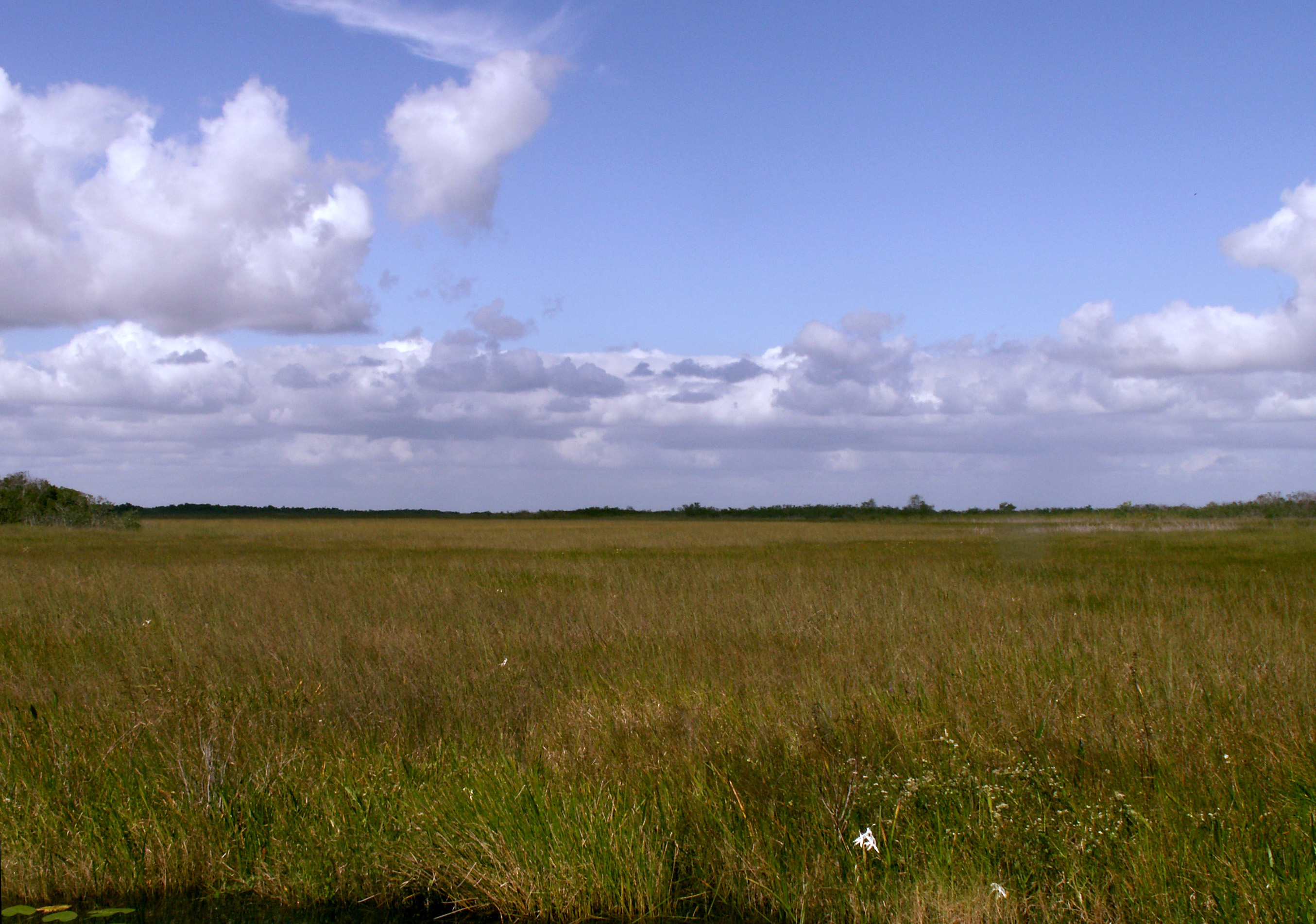
De Everglades

De Everglades, soms ook wel Florida Everglades genoemd, is een subtropisch moeraslandschap in het zuiden van de Amerikaanse staat Florida. De Everglades beslaan het zuidelijke gedeelte van een groter stroomgebied. Dit stroomgebied begint bij Orlando met de Kissimmee, welke uitmondt in het grote maar ondiepe Okeechobeemeer. Water dat het meer verlaat in het regenseizoen vormt een traagstromende rivier die zuidwaarts stroomt door een kalksteen bedding.
De Everglades veranderen voortdurend door water, stenen, brand en overstromingen. Het gebied staat ook wel bekend als de "Rivier van gras".

## Oorsprong van het woord
De Everglades werden voor het eerst omschreven op een Spaanse kaart, gemaakt door cartografen die het land zelf niet hadden gezien. Ze noemden het toen nog onbekende stuk land tussen de Golf van Mexico en de Atlantische kust de Laguna del Espíritu Santo ("Meer van de Heilige Geest"). Het gebied werd eeuwenlang op kaarten aangegeven, maar nooit verkend.
De Duitse landmeetkundige Johann Wilhelm Gerhard von Brahm, die in 1773 in Britse dienst de kust van Florida in kaart bracht, noemde het gebied "River Glades". In die tijd betekende "glade" een open stuk grasland midden in een bos. Zowel Marjory Stoneman Douglas als Wallace McMullen stelden de cartografen voor het woord "River" te vervangen door "Ever". De naam "Everglades" verscheen voor het eerst op een kaart uit 1823, maar werd toen nog gespeld als "Ever Glades".

## Klimaat
Het klimaat van Zuid-Florida is bekend om zijn variatie. De gemiddelde temperatuur varieert van 16 tot 27 graden Celsius. In de zomermaanden is de temperatuur gemiddeld 32 °C, hoewel de kustgebieden worden gekoeld door de zeewind.
Het gebied van de Everglades kent een tropisch klimaat met een zeven maanden durend regenseizoen. Dit seizoen loopt van april tot oktober. Van november tot maart is het droge seizoen. Hierin valt ongeveer 25% van de jaarlijkse hoeveelheid neerslag.
In tegenstelling tot bij veel andere moerasgebieden op aarde wordt de Everglades vooral in stand gehouden door de atmosfeer. Evapotranspiratie is de belangrijkste sleutel in het mechanisme waarlangs water het gebied verlaat.

## Ecosystemen

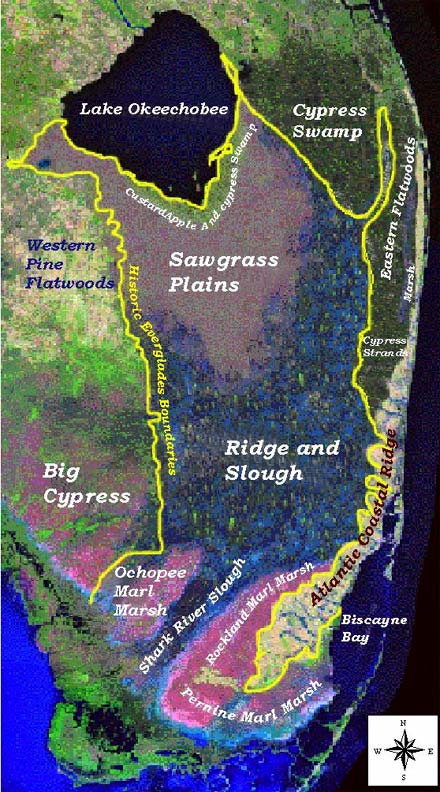
De belangrijkste landschapstypenin de Everglades, voordat de mens ingreep Bron: U.S. Geological Survey

De Everglades kennen een complex system van meerdere ecosystemen. De grenzen tussen deze systemen zijn erg vaag, of zelfs helemaal niet aanwezig. Het meest kenmerkende ecosysteem is het galigaangebied. Dit is de combinatie van water en gras in een ondiepe rivier van 160 kilometer. Dit ecosysteem beslaat het gebied tussen het Okeechobeemeer en de Florida Bay, en wordt vaak de "Ware Everglades" of gewoon de "Glades" genoemd. In dit gebied komen ook veel zogenaamde "natte prairies" voor. Deze hebben een grotere plantendiversiteit.
In de Everglades liggen kleine eilandjes waar bomen groeien. Deze staan ook wel bekend als "Tropisch hardhout hammocks". De bomen op deze eilandjes komen enkel voor in een tropisch of subtropisch klimaat. Andere ecosystemen zijn de cipresmoerassen, de mangrovebomen en de Florida Bay.

## Alligator Alcatraz
Er is in het gebied in 2025 een gevangenis geopend voor illegale immigranten, met de semi-officiële naam Alligator Alcatraz. De naam refereert aan de moeilijkheid en het gevaar van ontsnapping, net als destijds uit Alcatraz, in dit geval mede door het gevaar van onder meer alligators.